# Temporadas de tifones del Pacífico de 1920-38
La siguiente es una lista de las temporadas de tifones del Pacífico desde 1920 hasta 1938. Los datos de estos años eran extremadamente poco fiables, por lo que hubo muchos más tifones que no tocaron tierra y no fueron detectados por los barcos. El promedio de estos tiempos fue de 23 tormentas tropicales, lo que ahora se consideraría una temporada muy por debajo del promedio.

## Sistemas

### 1920
En 1920, hubo 20 ciclones tropicales en el Océano Pacífico occidental.

### 1921
En 1921, hubo 24 ciclones tropicales en el Océano Pacífico occidental.

### 1922
En 1922, hubo 24 ciclones tropicales en el Océano Pacífico occidental.
El 27 de julio, un tifón azotó el suroeste de China cerca de Shantou, matando a unas 100.000 personas.

### 1923
En 1923, hubo 26 ciclones tropicales en el Océano Pacífico occidental.
El 12 de agosto, un tifón azotó China y mató a 100 personas en Hong Kong.
En septiembre, un tifón azotó la isla japonesa de Honshu, matando a 3.000 personas y provocando daños por valor de 10 millones de dólares.

### 1924
En 1924, hubo 25 ciclones tropicales en el Océano Pacífico occidental.

### 1925
En 1925, hubo 22 ciclones tropicales en el Océano Pacífico occidental.

### 1926
En 1926, hubo 19 ciclones tropicales en el Océano Pacífico occidental.

### 1928
En 1928, hubo 22 ciclones tropicales en el Océano Pacífico occidental.

### 1929
En 1929, hubo 22 ciclones tropicales en el Océano Pacífico occidental.

### 1930
En 1930, hubo 25 ciclones tropicales en el Océano Pacífico occidental.

### 1932
En 1932, hubo 27 ciclones tropicales en el Océano Pacífico occidental.

A fines de abril, un tifón atravesó el Archipiélago de Joló en el sur de Filipinas y mató a 147 personas.

### 1933
En 1933, hubo 29 ciclones tropicales en el Océano Pacífico occidental.

### 1934
En 1934, hubo 29 ciclones tropicales en el Océano Pacífico occidental.
En julio, un tifón mató a cuatro personas cuando golpeó Luzón en Filipinas. Otro tifón azotó Samar en noviembre y mató a 85 personas.
En septiembre, un tifón azotó Muroto, matando a 3.066 personas y dejando 300 millones de dólares en daños.
En octubre, otro tifón afectó a Filipinas. Mató a cinco personas y causó daños materiales en Manila.

### 1935
En 1935, hubo 24 ciclones tropicales en el Océano Pacífico occidental.

### 1936
En 1936, hubo 24 ciclones tropicales en el Océano Pacífico occidental.
El 28 de agosto, un tifón azotó Corea del Sur y mató a 1.104 personas.
En octubre, un tifón azotó Luzón y mató a 517 personas.

### 1937
En 1937, hubo 22 ciclones tropicales en el Océano Pacífico occidental. Esta fue una temporada muy mortal.
El 2 de septiembre, un poderoso tifón azotó Hong Kong y mató a unas 11.000 personas.
En noviembre, un tifón azotó Luzón y mató a 38 personas. En el mismo mes, otro tifón mató a 231 personas.

### 1938
En 1938, hubo 31 ciclones tropicales en el Océano Pacífico occidental.
En octubre, un tifón mató a 33 personas en Luzón, la mayoría por un naufragio. Un tifón en diciembre mató a 305 personas en Filipinas.